# العلاقات التشيكية العراقية
العلاقات التشيكية العراقية هي العلاقات الثنائية التي تجمع بين التشيك والعراق. للعراق سفارة في براغ عاصمة التشيك، وللتشيك سفارة في بغداد، وقنصلية في أربيل.

## مقارنة بين البلدين
هذه مقارنة عامة ومرجعية للدولتين:
| وجه المقارنة                                              | التشيك                                                                            | العراق                       |
| --------------------------------------------------------- | --------------------------------------------------------------------------------- | ---------------------------- |
| المساحة (كم2)                                             | 78.87 ألف                                                                         | 437.07 ألف                   |
| عدد السكان (نسمة)                                         | 10.52 مليون                                                                       | 38.27 مليون                  |
| الكثافة السكانية (ن./كم²)                                 | 133.38                                                                            | 87.56                        |
| العاصمة                                                   | براغ                                                                              | بغداد                        |
| اللغة الرسمية                                             | اللغة التشيكية                                                                    | اللغة العربية، اللغة الكردية |
| العملة                                                    | كرونة تشيكية، كرونة تشيكوسلوفاكية                                                 | دينار عراقي                  |
| الناتج المحلي الإجمالي (بليون دولار)                      | 215.73 مليار                                                                      | 197.72 مليار                 |
| الناتج المحلي الإجمالي (تعادل القوة الشرائية) بليون دولار | 356.15 مليار                                                                      | 560.73 مليار                 |
| الناتج المحلي الإجمالي الاسمي للفرد دولار أمريكي          | 17.55 ألف                                                                         | 4.94 ألف                     |
| الناتج المحلي الإجمالي للفرد دولار أمريكي                 | 31.19 ألف                                                                         | 15.06 ألف                    |
| مؤشر التنمية البشرية                                      | 0.878                                                                             | 0.654                        |
| رمز المكالمات الدولي                                      | +420                                                                              | +964                         |
| رمز الإنترنت                                              | .cz                                                                               | .iq                          |
| المنطقة الزمنية                                           | ت ع م+01:00، ت ع م+02:00، توقيت وسط أوروبا، توقيت وسط أوروبا الصيفي، أوروبا/براغ ‏ | ت ع م+03:00، ت ع م+04:00     |

## منظمات دولية مشتركة
يشترك البلدان في عضوية مجموعة من المنظمات الدولية، منها:
| علم المنظمة | اسم المنظمة                        | تاريخ انضمام التشيك | تاريخ انضمام العراق |
| ----------- | ---------------------------------- | ------------------- | ------------------- |
|             | مؤسسة التنمية الدولية              | 1993                | 29 ديسمبر 1960      |
|             | مؤسسة التمويل الدولية              | 1993                | 27 ديسمبر 1956      |
|             | منظمة حظر الأسلحة الكيميائية       | ?                   | ?                   |
|             | الأمم المتحدة                      | 19 يناير 1993       | 21 ديسمبر 1945      |
|             | الاتحاد الدولي للاتصالات           | 1993                | 12 نوفمبر 1928      |
|             | منظمة الشرطة الجنائية الدولية      | ?                   | ?                   |
|             | البنك الدولي للإنشاء والتعمير      | 1993                | 27 ديسمبر 1945      |
|             | الاتحاد البريدي العالمي            | ?                   | ?                   |
|             | وكالة ضمان الاستثمار متعدد الأطراف | 1993                | 6 أكتوبر 2008       |
|             | يونسكو                             | 22 فبراير 1993      | 21 أكتوبر 1948      |

## وصلات خارجية
- موقع وزارة الخارجية التشيكية
- موقع وزارة الخارجية العراقية